# Rosa Zacharie
Rosa Zacharie est une actrice, scénariste et réalisatrice québécoise.

## Biographie
Elle est diplômée comme comédienne au Conservatoire d'art dramatique de Québec en 1989. Elle cofonde le Théâtre Azimut avec Carol Cassistat, Michel Houde et Guy-Daniel Tremblay.

## Courts-métrages
- 2007 : Elisabeth Heywood, un conte de Noël est en compétition au Carrousel international du film de Rimouski, puis obtient trois nominations au Golden Sheaf Awards[3] comme meilleure production pour enfant, meilleur scénario ainsi que meilleure direction photo[4].
- 2003 : Une éclaircie sur le fleuve est nommé aux Prix Génie[5] et remporte The Kodak Award au Worldwide Short Film Festival pour meilleur cinématographie[6].
- 2001 : Quand tu vas être mort[7], coréalisation avec Francis Leclerc

## Documentaires
- 2019 : Mouvement migratoire[8]
- 2000 : Héros Zacharie, coréalisation avec Francis Leclerc[9]

## Rôles au cinéma
- 2020 : Le rire[10]
- 2009 : Terre des hommes[11], réalisé par Ky Nam Le Duc
- 2004 : Mémoires affectives[12]
- 2001 : Le Ciel sur la tête[13], réalisé par Geneviève Lefebvre et André Melançon
- 2001 : Une jeune fille à la fenêtre[14]
- 1994 : Mon amie Max[15]

## Rôles à la télévision
- 2023 : À coeur battant[16]
- 2019 : Les invisibles[17]
- 2018 : Clash[18]
- 2012 : Apparences[19]

## Rôles au théâtre
- 1999 : Les Troyennes d’Euripide, mise en scène par Wajdi Mouawad, au Grand Théâtre de Québéc[20]
- 1997 : La Tempête de William Shakespeare, mise en scène par Guillermo De Andrea, au Théâtre du Rideau vert[21]
- 1993-1994 : Macbeth[22], Coriolan[23] et La Tempête[24] de William Shakespeare, mise en scène par Robert Lepage. Tournée en Europe et Palais Montcalm
- 1991 : Tauromaquia, mise en scène par Philippe Soldevila, Théâtre Sortie de secours, Salle Fred-Barry[25]